# 英属塞浦路斯
英属塞浦路斯（英語：British Cyprus）是大英帝国统治下的塞浦路斯岛，其1878-1914年为英国的保护国，1914-1925年被单方面军事占领，1925-1960年为直轄殖民地。根据1959年2月19日的《伦敦和苏黎世协定》，塞浦路斯于1960年8月16日成为独立的共和国。